# Махмуд Музаххиб

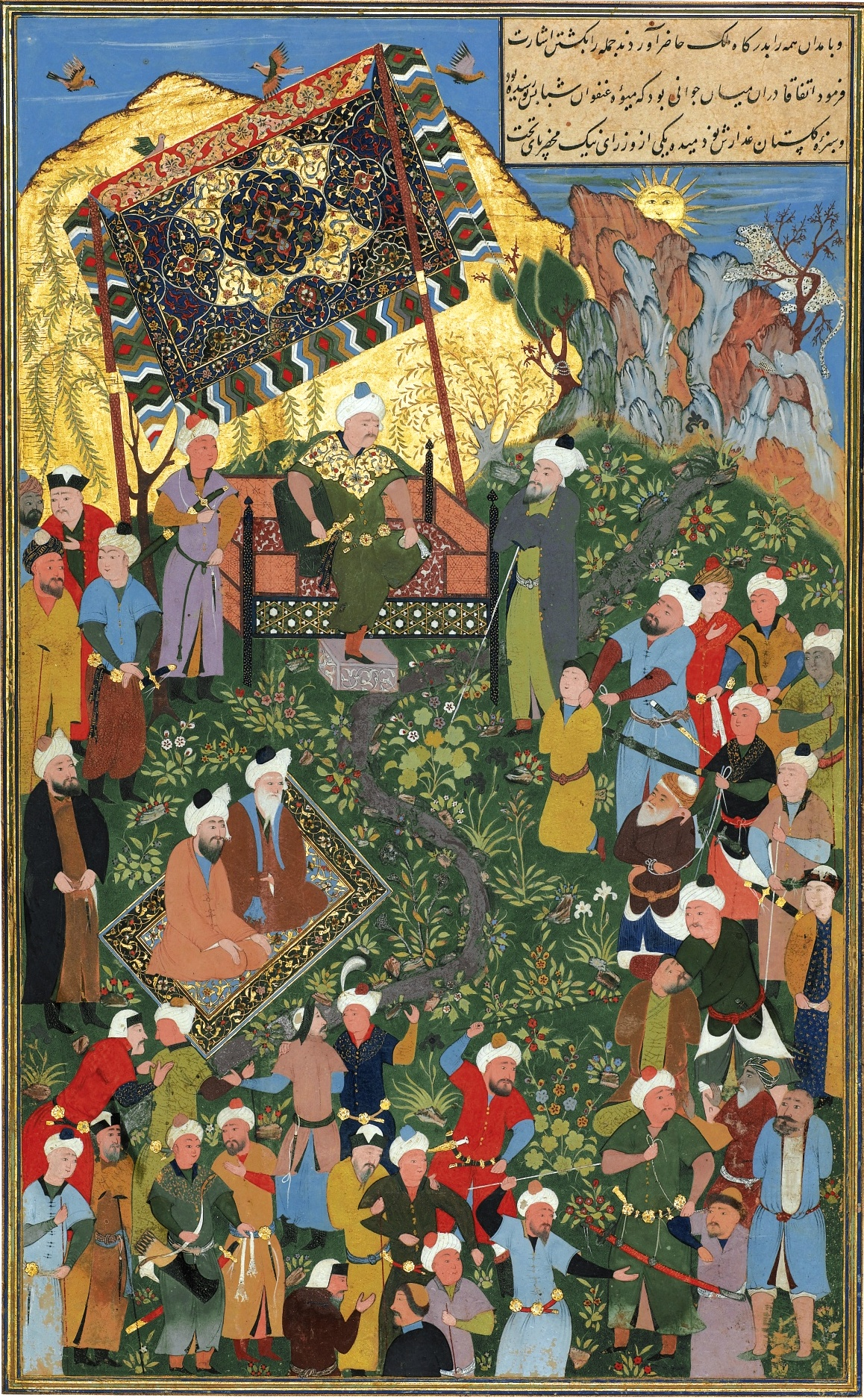
Махмуд Музаххиб. Приведение к царю пойманных арабских разбойников. Лист из «Гулистана» Саади, ок. 1550г, Аукцион Сотбис.

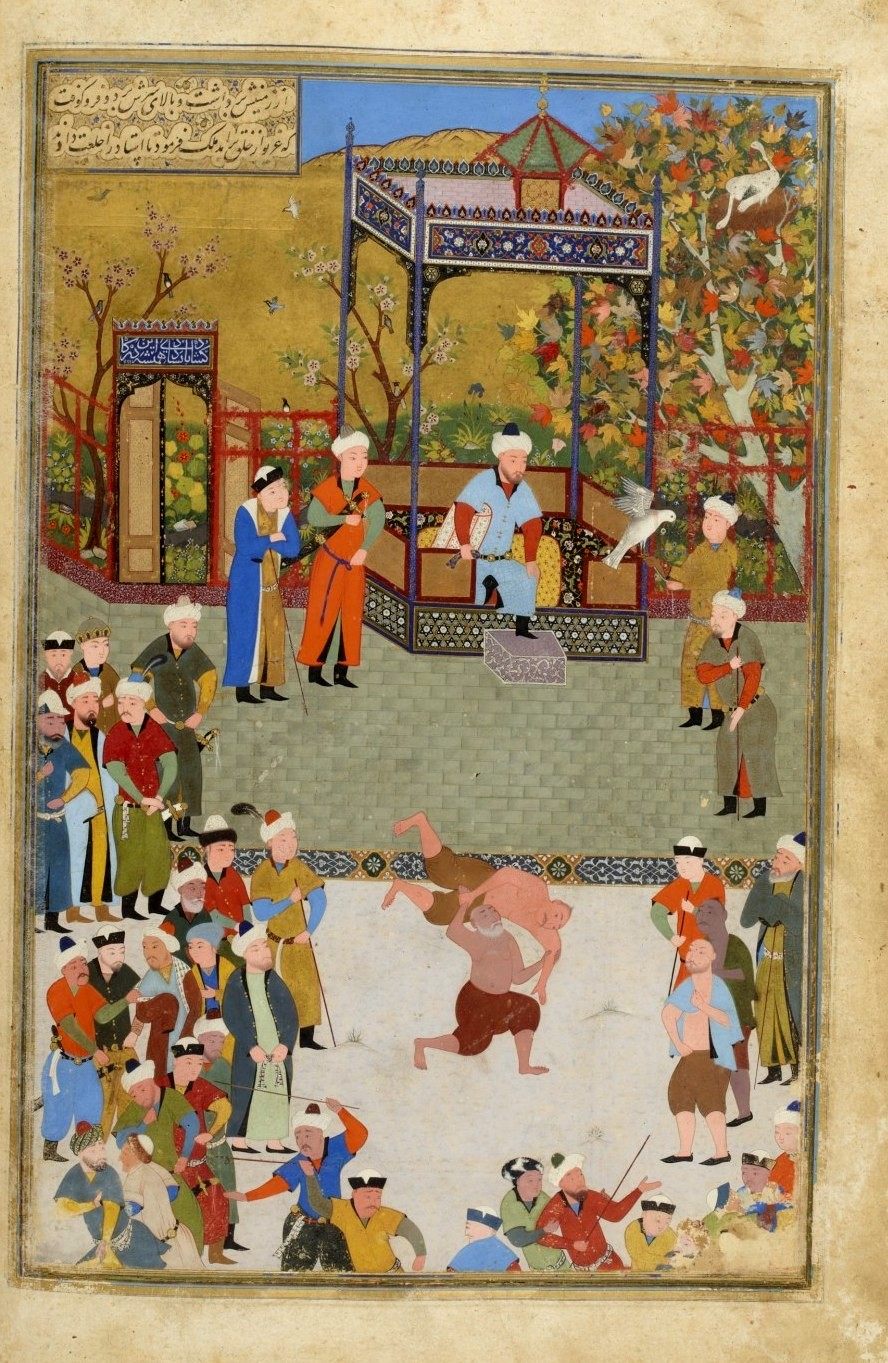
Махмуд Музаххиб. Учитель по борьбе побеждённый своим учеником. Миниатюра из «Гулистана» Саади, 1543г, Национальная Библиотека, Париж.

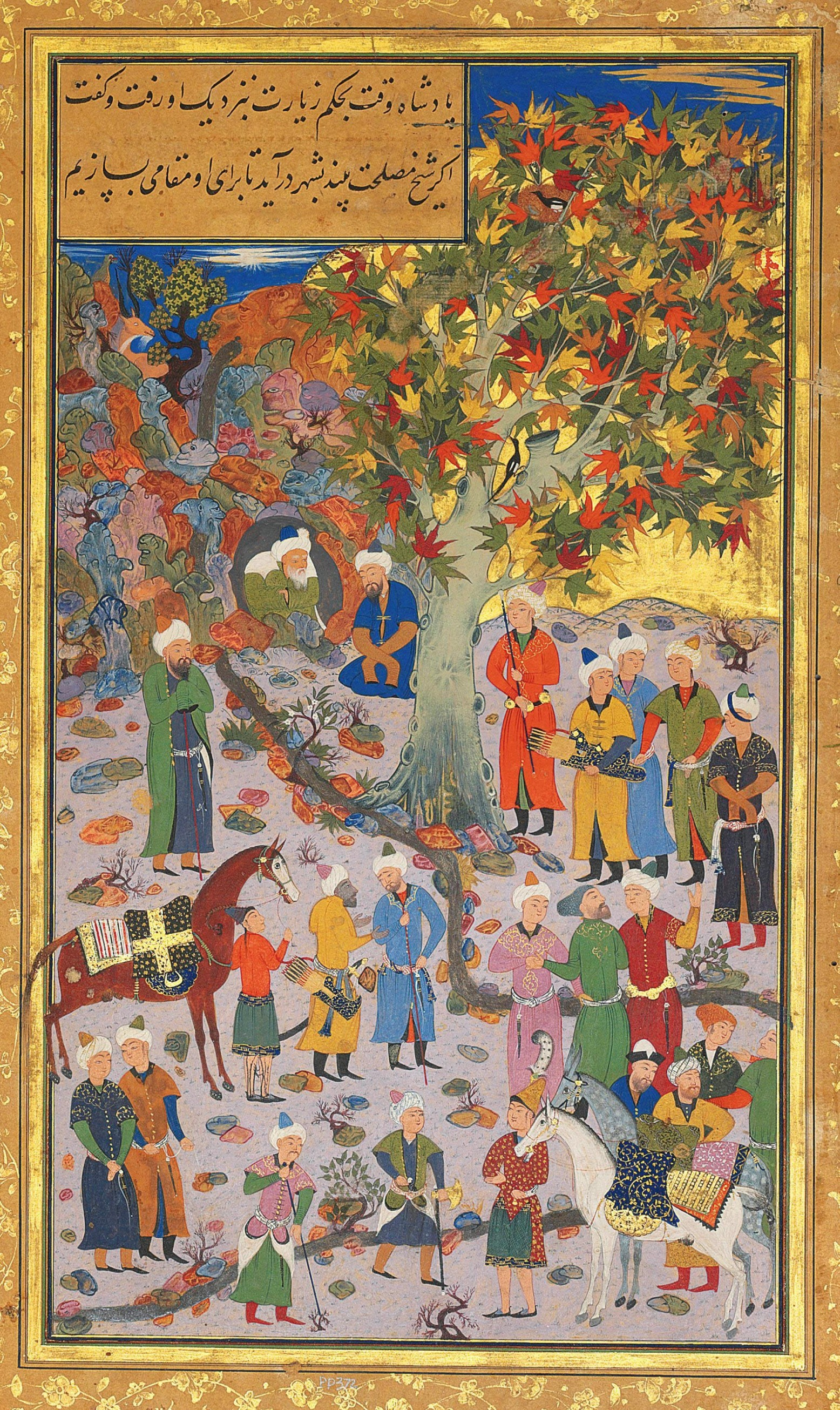
Визит к дервишу. Лист из "Гулистана" Саади, 1560-61, Аукцион Кристис.

Махму́д Муза́ххиб (перс. محمود مُذَهِّب‎, 1520-е, Герат — 1560-е, Бухара) — персидский каллиграф, художник-миниатюрист и иллюминовщик.

## Биография
Махумуд Музаххиб был ведущим мастером в бухарской китабхане во времена правления Шейбанидов. Даты рождения и смерти художника не известны. «Музаххиб» на персидском означает «иллюминовщик» (художник, который занимался иллюминованием полей страниц: разрисовкой их какими-либо узорами или фигурками). Однако сегодня он больше известен не как иллюминовщик, а как замечательный каллиграф и художник-миниатюрист, создавший множество иллюстраций к произведениям классической персидской литературы.
Махмуд начинал свою карьеру в Герате под руководством Кемаледдина Бехзада; все исследователи отмечают подавляющее влияние бехзадовского стиля в его ранних произведениях. В искусстве каллиграфии его наставником был прославленный Мир Али Харави, вместе с которым Махмуд Музаххиб позднее из Герата переехал в Бухару.
Правившая в Бухаре династия узбекских Шейбанидов претендовала на то, чтобы быть наследниками культурного багажа, накопленного тимуридскими правителями Герата. В 1510-1520 годах узбеки сделали несколько безуспешных набегов на Герат, но смогли захватить его только в 1527 году силами Убайдулла-хана. Несмотря на то, что правивший в Герате Сам Мирза сумел бежать и вывезти тимуридские сокровища и часть сотрудников своей китабхане, в городе остались некоторые мастера, и среди них Мулла Юсуф, Махмуд Музаххиб и прославленный каллиграф Мир Али Харави, который по прибытии в Бухару возглавил китабхане Шейбанидов — Убайдулла-хан приказал им следовать с ним в Бухару. Именно эти мастера положили начало блестящей бухарской школе живописи, расцветшей в XVI веке.
Несмотря на ведущую роль, которую Махмуд Музаххиб играл в развитии бухарской школы, осталось не так много источников, повествовавших бы о его жизни. Живший в начале XVII века Мирза Мухаммад Хайдар, пишет, что «Мавлана Махмуд в искусстве иллюминования страниц превосходил Яри».
Махмуд Музаххиб пережил нескольких правителей: начав свою карьеру в начале XVI века в тимуридском Герате, он продолжил её в Бухаре при Убайдулла-хане (1533—1539), Абдулазизе (1539—1550) и Яр-Мухаммаде (1550—1557), а завершил при Абдулле II (1557—1583). За это время им было создано множество манускриптов, в которых он выступал в разных качествах: иллюстратора, иллюминовщика и каллиграфа.

## Творчество
Наследие Махмуда Музаххиба было буквально собрано по крупицам. В 1937 году знаток персидского искусства Арменаг Сакисян доказал, что каллиграфия в персидских манускриптах подписанная «Махмуд Мудхахиб» в действительности принадлежит руке Махмуда Музаххиба. Затем другой специалист — один из лучших исследователей творчества Бехзада Э. Бахари доказал, что Махмуд Музаххиб и Шейхзаде — это один и тот же мастер, подписывавший свои произведения разными именами: Шейхзаде, Шейхзаде Махмуд, и Махмуд Музаххиб. Большинство подписанных этими именами работ близки стилистически. Любопытно также, что в манускрипте «Тухфат ал-Ахрар» с миниатюрами Махмуда Музаххиба (одна из них подписана его именем) есть надпись, сделанная могольским императором Шах Джаханом: «Тухфат ал-Ахрар» Джами переписан Султаном Али с иллюстрациями Шейхзаде", что подтверждает версию о том, что Шейхзаде после переезда в Бухару подписывался «Махмуд Музаххиб», то есть Махмуд-иллюминовщик. Однако эта версия принята не всеми, так как существуют аргументы противоречащией ей.
Из множества произведений мастера до наших дней дошла только часть. В список манускриптов, в которых участие Махмуда неоспоримо, входят:
- «Туфхат аль-Ахрар» Джами (Национальная Библиотека, Париж)
- «Ойрани Саадайн» Амир Хосров Дехлеви (Израиль, Музей)
- «Диван» Джами (Нью-йоркская Публичная Библиотека)
- «Махзан аль-Ахрар» Низами (Национальная Библиотека, Париж)
- «Бустан» Саади (Фонд Галуста Гюльбекяна, Лиссабон)
- Сборник поэзии «Равдат аль Мухиббин» (Музей Салар Джанг, Индия)
- «Бахаристан» Джами (ранее хранился в коллекции де Лорей, Париж)
- «Гулистан» Саади (расшит, часть находится в частной коллекции, часть была продана на аукционе Кристис)
- «Бустан» Саади (частная коллекция)
- «Бустан» Саади (Библиотека Гулистан, Тегеран)
- «Юсуф и Зулейха» Джами (собрание Арт энд Хистори Траст)
- «Диван» Джами (частное собрание)
- «Тухфат аль-Ахрар» Джами (Галерея Саклера, Вашингтон)
- «Бустан» Саади (собрание Кейра, Лондон)
- «Гулистан» Саади (расшит, частное собрание, часть листов была продана на аукционе Кристис).

В композиционном построении своих ранних работ Махмуд следовал произведениям Бехзада. Со временем стал создавать вариации, внося в традиционное построение сцен свои изменения. В свой зрелый бухарский период он придумывает новые решения для сцен из классических текстов. Махмуд Музаххиб первым в Бухарской школе стал применять светотеневую моделировку лица (миниатюра «Султан Санджар и старуха» из «Махзан аль-Асрар» Низами, Нац. Библиотека, Париж. Ряд исследователей допускает, что светотеневая моделировка лиц - это результат вмешательства художников из китабхане могольского императора Джахангира, где рукопись хранилась длительное время. Кто-то из служивших там "специалистов по лицам" - "чихра-и" осовременил их, отретушировав светотенью). Кроме прочего, художник был хорошим портретистом, в его миниатюрах часто появляются лица султанов и придворных. Ему также принадлежит портрет Алишера Навои (Мешхед, Библиотека мавзолея Имама Резы; полагают, что это копия с оригинала, выполненного Бехзадом), и изображения влюблённых на отдельных листах.
Исследователи предполагают, что Махумуд Музаххиб скончался в 1560-х годах. Его учениками были Абдулла и Шейхем.

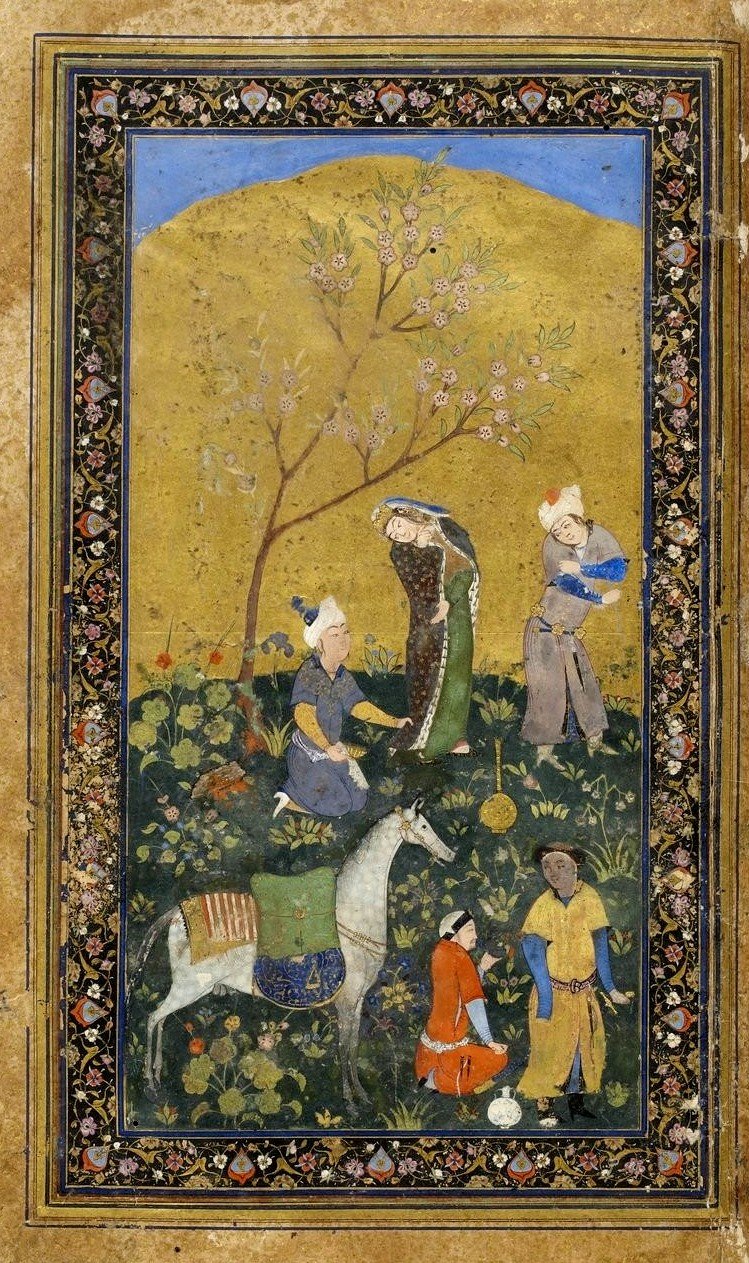
Вечеринка в саду. Разворот из манускрипта "Дар благородным" Джами, левая часть. ок 1538г, БНФ
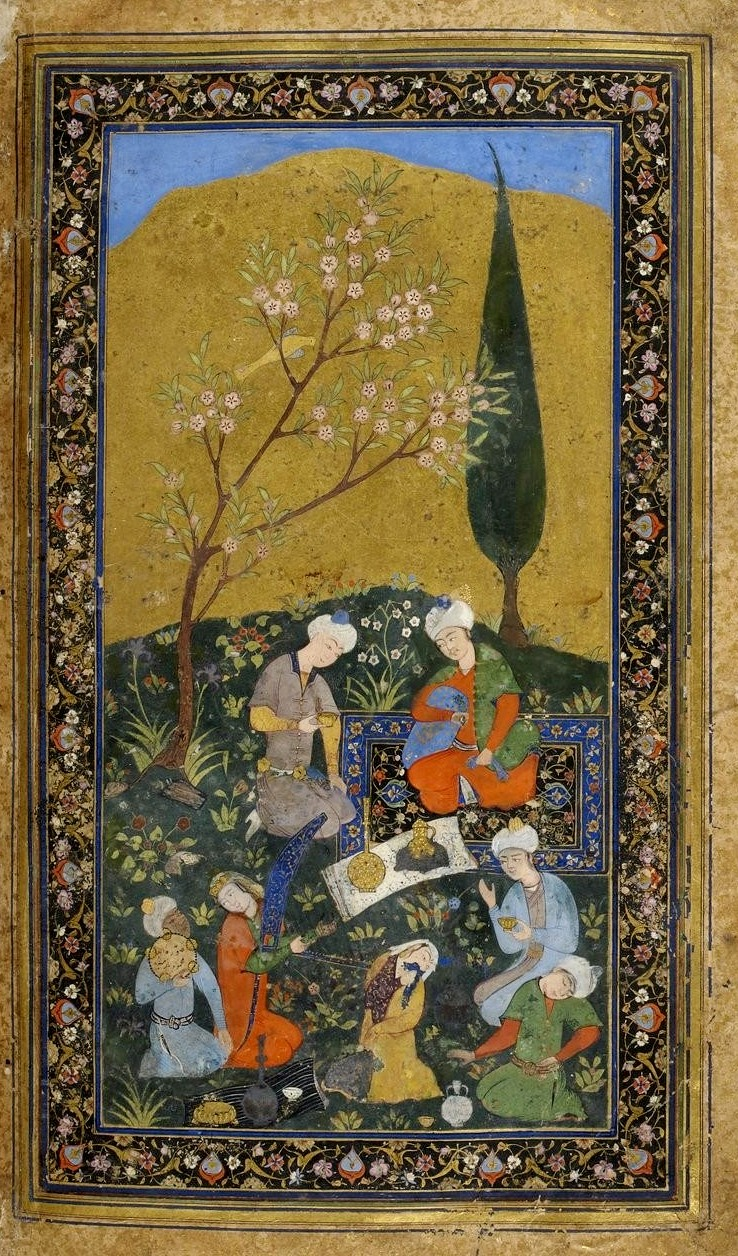
Вечеринка в саду. Разворот из манускрипта "Дар благородным" Джами, правая часть.
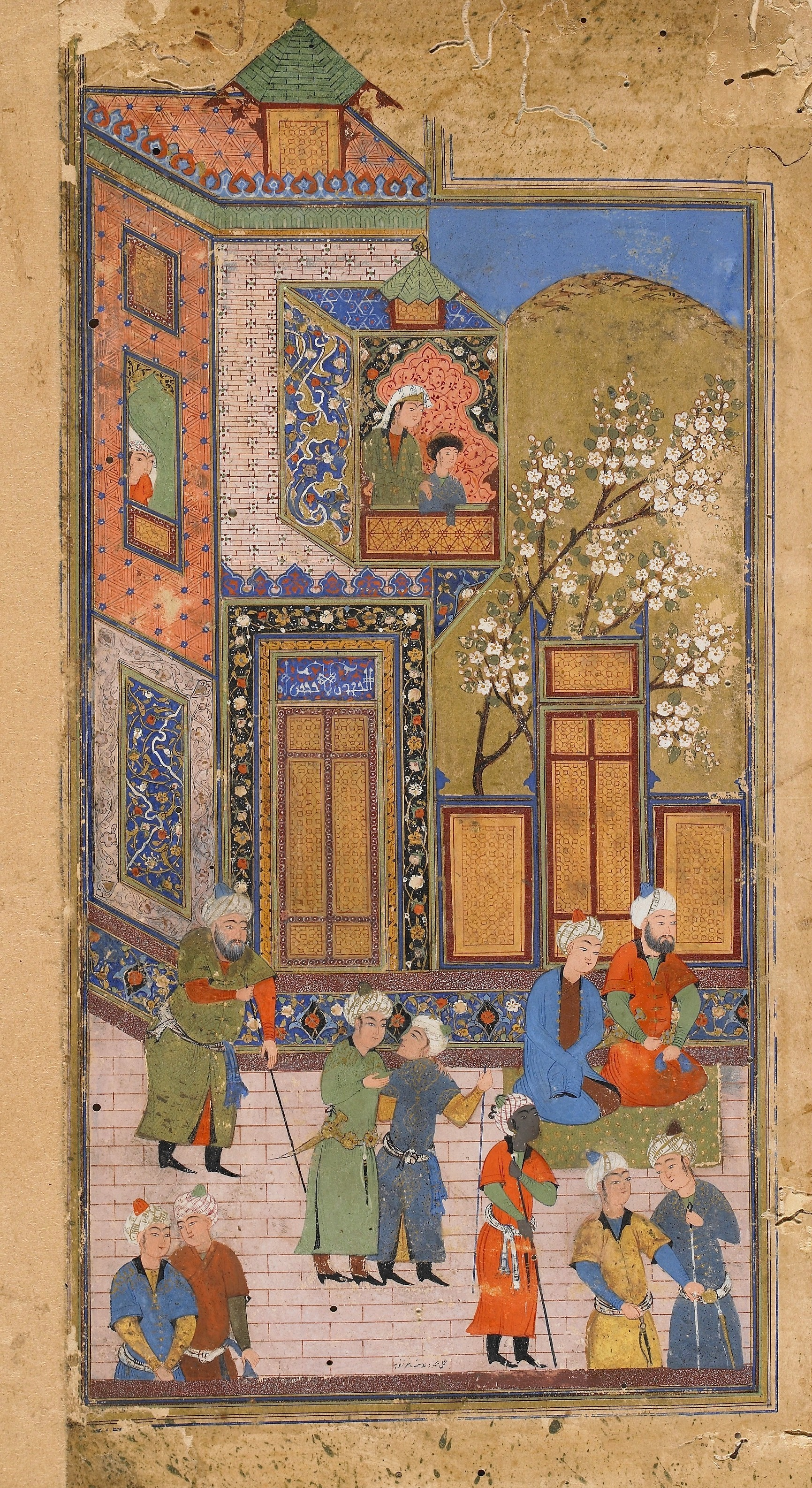
Разворот из манускрипта "Дар благородным" Джами, левая часть, ок. 1540г, Галерея Фрир, Вашингтон
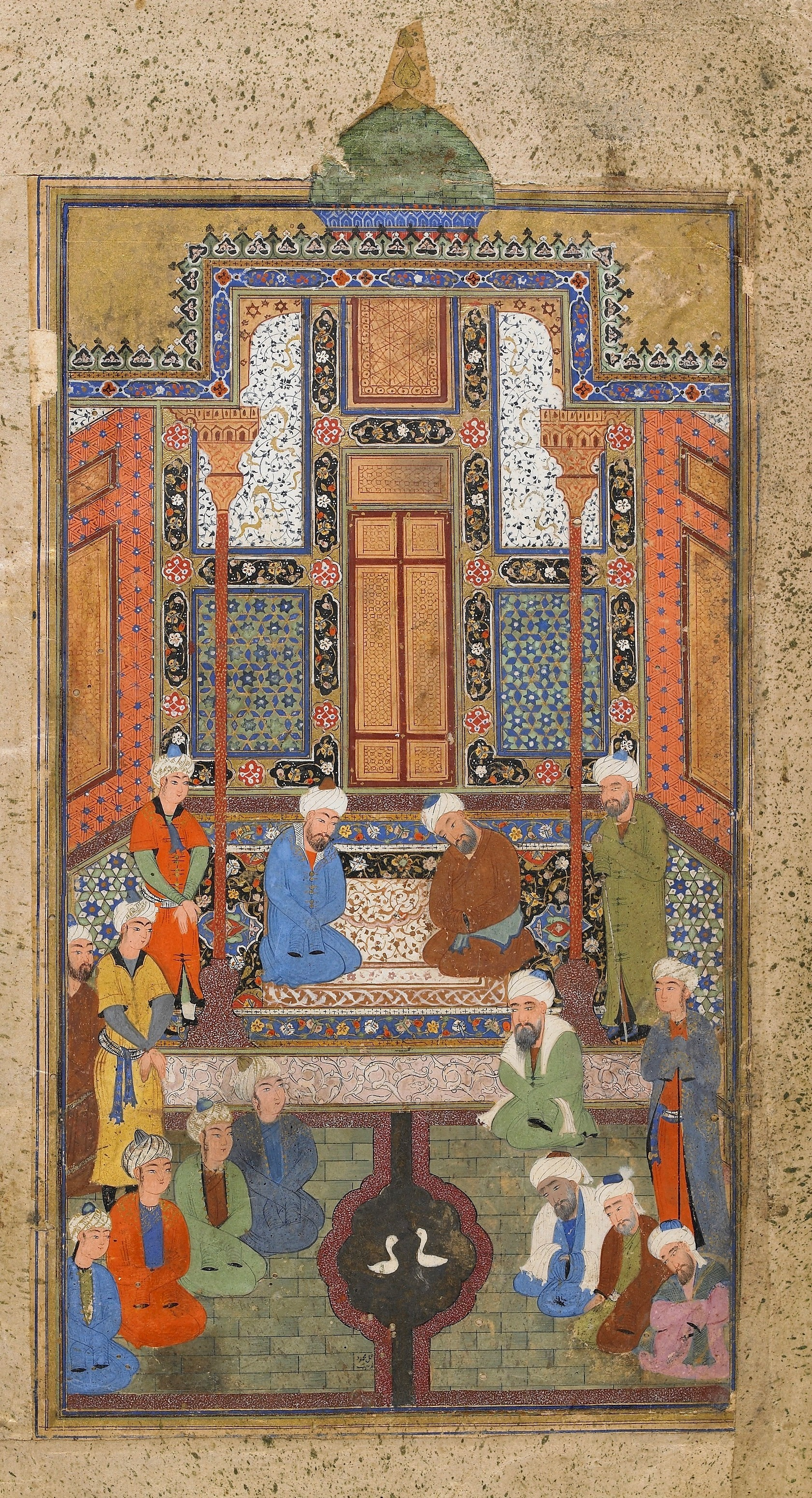
Разворот из манускрипта "Дар благородным" Джами, правая часть, ок. 1540г, Галерея Фрир, Вашингтон
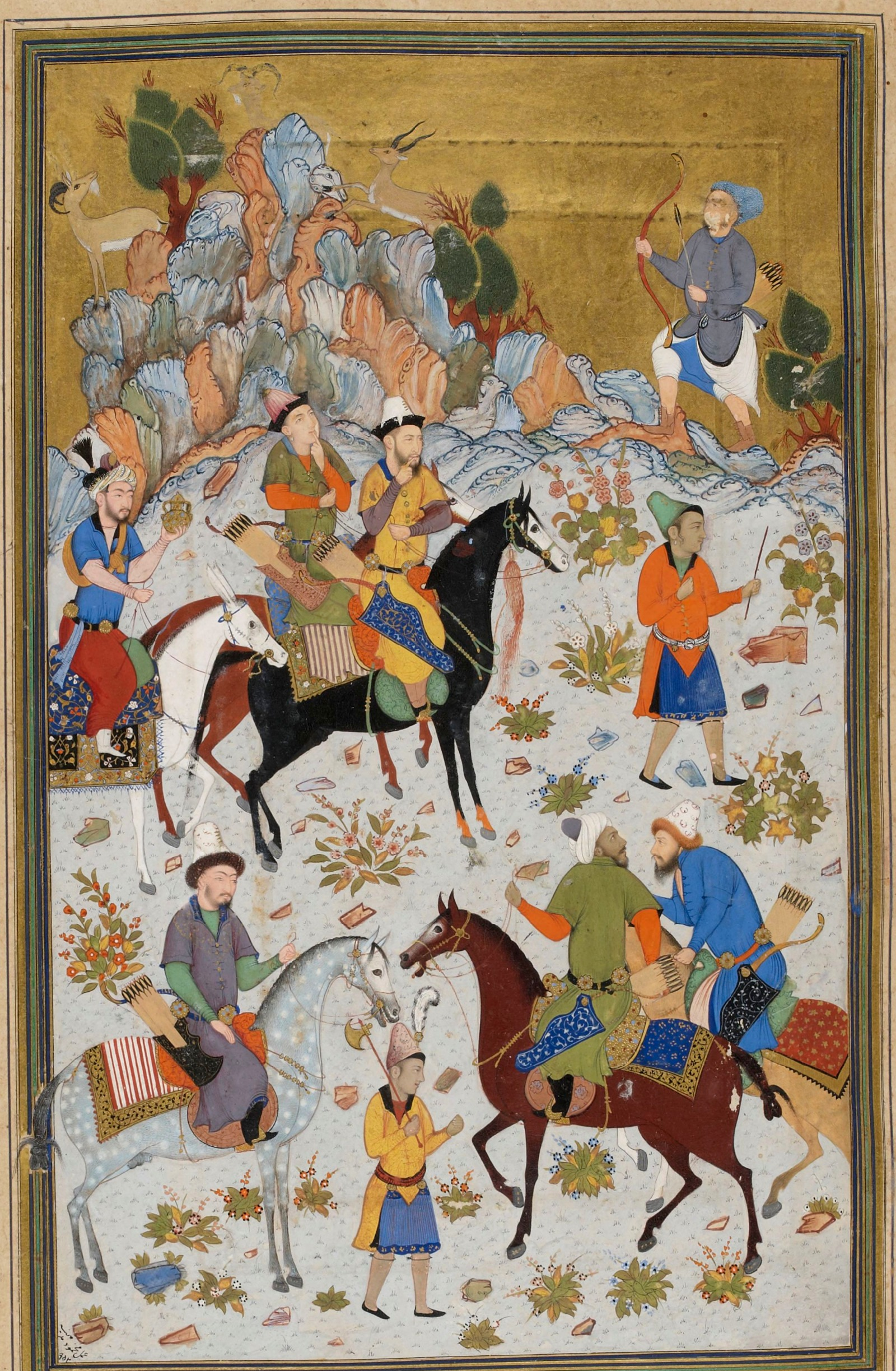
Султан Санджар и старуха. Левая часть разворота из "Сокровищницы тайн" Низами, 1538-46гг, БНФ, Париж
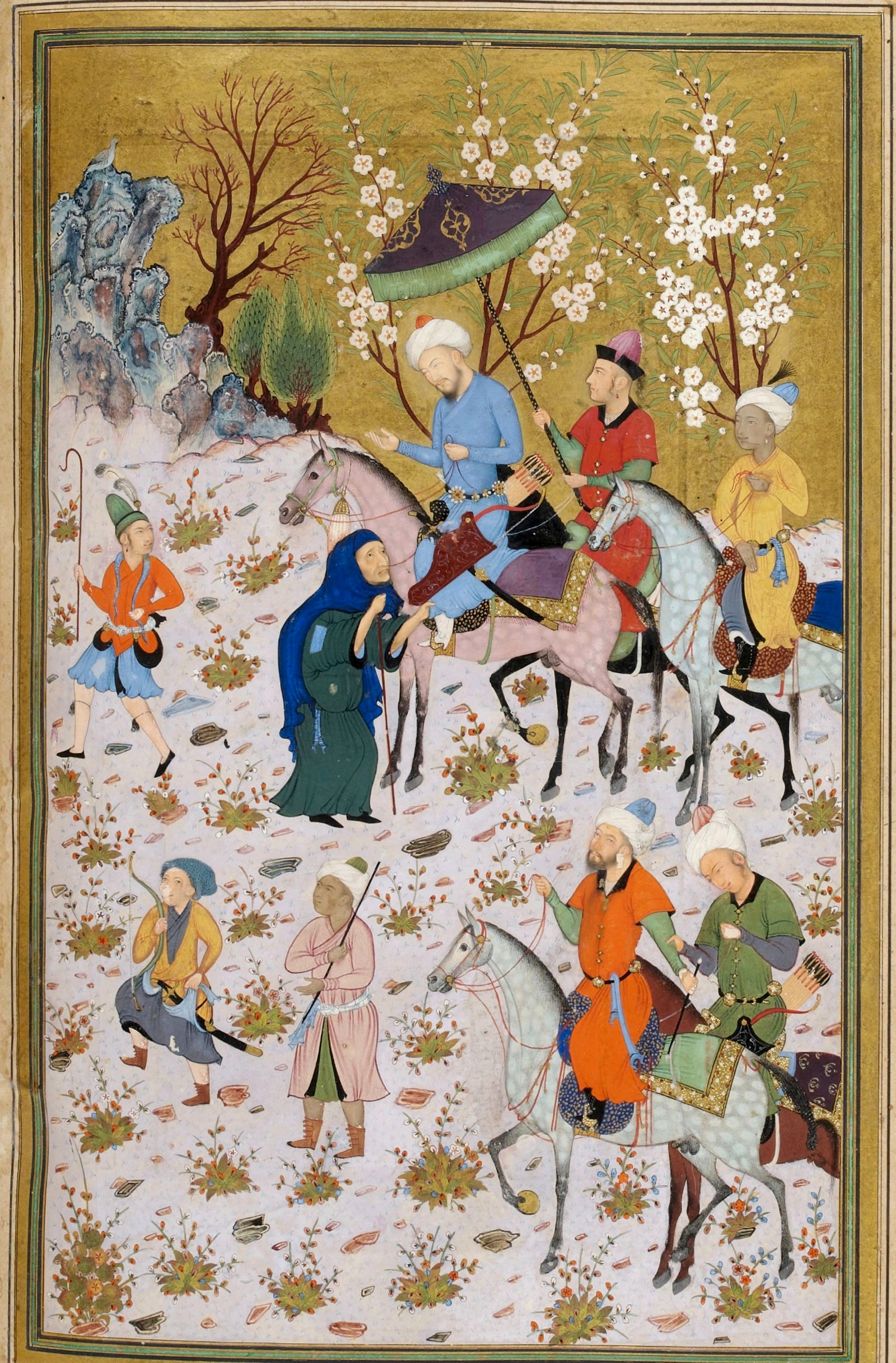
Султан Санджар и старуха. Правая часть разворота из "Сокровищницы тайн" Низами, 1538-46гг, БНФ, Париж